# Martín Jaite
Martin Jaite (Buenos Aires, 9 ottobre 1964) è un ex tennista argentino.
Di lui si ricordano soprattutto le finali di tornei ATP Super 9 disputate a Roma nel 1987 e a Monte Carlo l'anno seguente.

## Carriera
Passa tra i professionisti nel 1983 e due anni dopo ottiene i primi risultati importanti. Nel 1985 raggiunge la finale nei tornei di Buenos Aires, Boston e Washington, vincendo solo in casa contro l'uruguaiano Diego Pérez. Sempre nello stesso anno raggiunge i suoi unici quarti di finale nei tornei del Grande Slam, all'Open di Francia 1985 supera tra gli altri Miloslav Mečíř prima di arrendersi ad Ivan Lendl in tre set.

Nel 1986 riesce a ripetere il numero di finali dell'anno precedente, per la seconda volta sfiora il titolo a Boston mentre conquista il trofeo a Bologna e Stoccarda. L'anno successivo sono sempre tre le finali, tra cui si conta quella persa a Roma contro Mats Wilander. Vince le altre due in settembre, si vendica su Wilander al Torneo Godó e vince a Palermo poche settimane dopo.

Nel 1988 non riesce a conquistare altri tornei ma raggiunge un'altra finale importante, questa volta persa a Montecarlo contro Lendl. Alle Olimpiadi raggiunge i quarti di finale prima di venire eliminato da Brad Gilbert. Sono sei le finali, con quattro vittorie, nel 1989. Vince infatti a Stoccarda, Madrid, San Paolo e Itaparica.

A fine carriera conta 12 titoli in singolare e uno in doppio, la decima posizione in classifica raggiunta nel luglio 1990 e trentaquattro match giocati in Coppa Davis con il team argentino.
A fine 2011, dopo la sconfitta in finale di Coppa Davis viene scelto come nuovo capitano del team argentino.

## Statistiche

### Singolare

#### Vittorie (12)
| Legenda                                                       |
| Grande Slam (0)                                               |
| Tennis Masters Cup / ATP World Tour Finals (0)                |
| ATP Super 9 / Masters Series (0)                              |
| Giochi olimpici (0)                                           |
| ATP Championship Series / ATP International Series Gold (0)   |
| Grand Prix / ATP World Series / ATP International Series (12) |

| Numero | Anno | Torneo                                        | Superficie  | Avversario in finale | Punteggio                  |
| 1.     | 1985 | ATP Buenos Aires, Buenos Aires                | Terra rossa | Diego Pérez          | 6–4, 6–2                   |
| 2.     | 1986 | ATP Bologna Outdoor, Bologna                  | Terra rossa | Paolo Canè           | 6–2, 4–6, 6–4              |
| 3.     | 1986 | Mercedes Cup, Stoccarda (1)                   | Terra rossa | Jonas Svensson       | 7–5, 6–2                   |
| 4.     | 1987 | Open Seat, Barcellona                         | Terra rossa | Mats Wilander        | 7–6(5), 6–4, 4–6, 0–6, 6–4 |
| 5.     | 1987 | Campionati Internazionali di Sicilia, Palermo | Terra rossa | Karel Nováček        | 7–6(5), 6(7)–7, 6–4        |
| 6.     | 1989 | Mercedes Cup, Stoccarda (2)                   | Terra rossa | Goran Prpić          | 6–3, 6–2                   |
| 7.     | 1989 | Madrid Tennis Grand Prix, Madrid              | Terra rossa | Jordi Arrese         | 6–3, 6–2                   |
| 8.     | 1989 | ATP San Paolo, São Paulo                      | Terra rossa | Javier Sánchez       | 7–6(5), 6–3                |
| 9.     | 1989 | ATP Itaparica, Itaparica                      | Cemento     | Jay Berger           | 6–4, 6–4                   |
| 10.    | 1990 | Guarujá Open, Guarujá                         | Cemento     | Luiz Mattar          | 3–6, 6–4, 6–3              |
| 11.    | 1990 | Allianz Suisse Open Gstaad, Gstaad            | Terra rossa | Sergi Bruguera       | 6–3, 6(5)–7, 6–2, 6–2      |
| 12.    | 1991 | ATP Nizza, Nizza                              | Terra rossa | Goran Prpić          | 3–6, 7–6(1), 6–3           |

#### Finali perse (7)
| Numero | Anno | Torneo                                | Superficie    | Avversario in finale | Punteggio             |
| 1.     | 1985 | U.S. Pro Tennis Championships, Boston | Terra battuta | Mats Wilander        | 2–6, 4–6              |
| 2.     | 1985 | Washington Open, Washington           | Terra battuta | Yannick Noah         | 4–6, 3–6              |
| 3.     | 1986 | U.S. Pro Tennis Championships, Boston | Terra battuta | Andrés Gómez         | 5–7, 4–6              |
| 4.     | 1987 | Internazionali d'Italia, Roma         | Terra battuta | Mats Wilander        | 3–6, 4–6, 4–6         |
| 5.     | 1988 | Monte Carlo Open, Monte Carlo         | Terra battuta | Ivan Lendl           | 7–5, 4–6, 5–7, 3–6    |
| 6.     | 1989 | ATP Rio de Janeiro, Rio de Janeiro    | Sintetico (i) | Luiz Mattar          | 4–6, 7–5, 4–6         |
| 7.     | 1989 | Austrian Open, Kitzbühel              | Terra battuta | Emilio Sánchez       | 6(1)–7, 1–6, 6–2, 2–6 |

### Doppio

#### Vittorie (1)
| Numero | Anno | Torneo                         | Superficie    | Compagno           | Avversari in finale            | Punteggio |
| 1.     | 1985 | ATP Buenos Aires, Buenos Aires | Terra battuta | Christian Miniussi | Eduardo Bengoechea Diego Pérez | 6–4, 6–3  |

#### Finali perse (1)
| Numero | Anno | Torneo                     | Superficie    | Compagno     | Avversari in finale     | Punteggio |
| 1.     | 1984 | Barcelona Open, Barcellona | Terra battuta | Víctor Pecci | Pavel Složil Tomáš Šmíd | 2–6, 0–6  |